# Valentina Apeljganec
Valentina Andrejevna Apelganec (Валентина Андреевна Апельганец)  (3. veljače 1963.) je ruska igračica i trenerica hokeja na travi. 
Najveće je uspjehe postigla kao trenerica.
Osvajačica je nekoliko kupova Rusije, a pod njenim trenerskim vodstvom je VolgaTelekom iz Nižnjeg Novgoroda osvojio nekoliko domaćih i međunarodnih naslova. 
Od 2003. je izbornicom Rusije.

## Sudjelovanja na velikim natjecanjima
- 2004.: izlučna natjecanja za OI: 9.

## Vanjske poveznice
- (rus.) ВолгаТелеком  Arhivirana inačica izvorne stranice od 27. kolovoza 2007. (Wayback Machine) Валентина Андреевна Апельганец